# Neva (navio)
Neva foi um navio de guerra russo, com 200 pés de comprimeto (61 metros). Recebeu o nome por causa do Rio Neva.
Foi o primeiro navio russo a circunavegar o mundo em 1804 sob o comando do Tenente Comandante Yuri Lisyansky.